# Liste der österreichischen Orden und Ehrenzeichen
Diese Liste gibt einen Überblick über die Orden und Ehrenzeichen die aktuell in Österreich (in der Republik Österreich und in den Bundesländern) vergeben werden, als auch über jene, die historisch in der Zwischenkriegszeit mit der Ersten Republik (1919–1934) und dem austrofaschistischen Bundesstaat Österreich (1934–1938), sowie vom Herzogtum Österreich bis in die Zeit der Österreich-Ungarischen Monarchie gestiftet wurden.

## Republik Österreich seit 1945

Wappen der Republik Österreich seit 1945

### Ehrenzeichen und Auszeichnungen des Bundes
Die Verleihung der Ehrenzeichen und Auszeichnungen der Republik Österreich erfolgt, soweit nachstehend nicht anders angegeben, durch den Bundespräsidenten auf Vorschlag der Regierung bzw. dem zuständigen Bundesminister. Die Insignien werden entweder vom Bundespräsidenten persönlich oder in seinem Namen durch Beauftragte (zum Beispiel Bundesminister oder Landeshauptleute) überreicht.

#### Auflistung und Verleihungsordnung
Allgemeine Ehrenzeichen des Bundes:
- Ehrenzeichen für Verdienste um die Republik Österreich (1952) in 14 Stufen (bis 2023 15 Stufen; unter Berücksichtigung der Goldenen Medaille am Roten Bande für Verdienste um die Republik Österreich (Lebensrettungsmedaille) sind es 15 Stufen): Der Bundespräsident kann das Ehrenzeichen für Verdienste um die Republik Österreich über Vorschlag der Bundesregierung bzw. auf Antrag des sachlich zuständigen Bundesministers verleihen.
- Österreichisches Ehrenzeichen und Österreichisches Ehrenkreuz für Wissenschaft und Kunst: Der Bundespräsident verleiht das Österreichische Ehrenzeichen für Wissenschaft und Kunst (eine Stufe) und das Österreichische Ehrenkreuz für Wissenschaft und Kunst (beide Stufen) auf Vorschlag der Bundesregierung bzw. der sachlich zuständigen Bundesministerin/des sachlich zuständigen Bundesministers.
- Bundes-Ehrenzeichen: Wird vom Bundeskanzler oder von der sachlich zuständigen Bundesministerin/dem sachlich zuständigen Bundesminister verliehen.

Militärische Auszeichnungen:
- Tapferkeitsmedaille (für "bewusst angstüberwindendes Verhalten bei einer außergewöhnlichen Gefährdung für die eigene körperliche Unversehrtheit bei Kampfhandlungen oder unter Gewalteinwirkung (...), das weit über das gewöhnliche Maß an Tapferkeit hinausgeht"[1])
- Militär-Verdienstzeichen vom Bundespräsidenten
- Militär-Anerkennungsmedaille (für besondere Verdienste auf militärischem oder zivilem Gebiet für die militärische Landesverteidigung) vom Bundesminister für Landesverteidigung
- Verwundetenmedaille für Angehörige des Bundesheeres in Gold (I. Klasse) und Silber (II. Klasse) vom Bundesminister für Landesverteidigung
- Einsatzmedaille
  - für Einsätze zur militärischen Landesverteidigung,
  - für Einsätze im Ausland,
  - für Einsätze im Inland
  - für Katastropheneinsätze im Inland
- Wehrdienstzeichen I., II. und III. Klasse (nach Dienstleistungen im Gesamtausmaß von 25, 15 bzw. fünf Jahren) vom Bundesminister für Landesverteidigung
- Wehrdienstmedaille in Gold (nach Milizübungen von 60 Tagen), Silber (nach Milizübungen von 30 Tagen) vom Militärkommandanten und Wehrdienstmedaille in Bronze (nach Grundwehrdienst bzw. Ausbildungsdienst) vom zuständigen Kommandanten des Truppenkörpers
- Milizmedaille (zur Würdigung erbrachter Leistungen als Milizsoldat anlässlich der dauernden Beendigung einer Funktion in der Einsatzorganisation oder für eine Teilnahme an einer Freiwilligen Milizarbeit im Gesamtausmaß von mehr als 30 Tagen) vom Bundesminister für Landesverteidigung
- COVID-19-Erinnerungsmedaille[2]

Auszeichnungen der Exekutive:
- Exekutivdienstzeichen (EDZ) gleichrangig mit[3]
  - Abzeichen für besondere Tapferkeit im Dienst[3]
  - Anerkennungszeichen für besondere Verdienste[3]
- Verwundetenmedaille für Angehörige des Bundesministeriums für Inneres oder einer diesem nachgeordneter Dienstbehörde infolge ihres Dienstes während eines Auslandseinsatzes im Rahmen der Kooperation und Solidarität bei der Entsendung von Einheiten (KSE-BVG)

Sonstige Auszeichnungen:
- Grubenwehrehrenzeichen
- Ehrenzeichen für Verdienste um die Befreiung Österreichs
- Österreichische Olympia-Medaille (1964)
- Österreichische Olympia-Medaille 1976
- Staatspreise der Republik Österreich

#### Rangordnung der Bundesauszeichnungen
Rangliste der Ehrenzeichen, die durch den Bundespräsidenten der Republik Österreich verliehen werden:

(Kursiv in Klammern ergänzt die Einordnung innerhalb der internationalen Nomenklatur.)
1. Groß-Stern des Ehrenzeichens für Verdienste um die Republik Österreich (Sonderstufe)
2. Großes Goldenes Ehrenzeichen am Bande für Verdienste um die Republik Österreich (Großkreuz I. Klasse)
3. Großes Silbernes Ehrenzeichen am Bande für Verdienste um die Republik Österreich (Großkreuz II. Klasse)
4. Großes Goldenes Ehrenzeichen mit dem Stern für Verdienste um die Republik Österreich (Großoffizierskreuz I. Klasse)
5. Großes Silbernes Ehrenzeichen mit dem Stern für Verdienste um die Republik Österreich (Großoffizierskreuz II. Klasse)
6. Österreichisches Ehrenzeichen für Wissenschaft und Kunst
7. Großes Goldenes Ehrenzeichen für Verdienste um die Republik Österreich (Kommandeurskreuz I. Klasse)
8. Großes Silbernes Ehrenzeichen für Verdienste um die Republik Österreich (Kommandeurskreuz II. Klasse)
9. Militärverdienstzeichen
10. Österreichisches Ehrenkreuz für Wissenschaft und Kunst I. Klasse
11. Großes Ehrenzeichen für Verdienste um die Republik Österreich (Offizierskreuz)
12. Österreichisches Ehrenkreuz für Wissenschaft und Kunst
13. Goldenes Ehrenzeichen für Verdienste um die Republik Österreich (Ritterkreuz I. Klasse)
14. Silbernes Ehrenzeichen für Verdienste um die Republik Österreich (Ritterkreuz II. Klasse)
15. Ehrenzeichen für Verdienste um die Befreiung Österreichs
16. Goldenes Verdienstzeichen der Republik Österreich (Verdienstzeichen I. Klasse)
17. Silbernes Verdienstzeichen der Republik Österreich (Verdienstzeichen II. Klasse)
18. Goldene Medaille am roten Bande für Verdienste um die Republik Österreich (Lebensrettungsmedaille)
19. Goldene Medaille für Verdienste um die Republik Österreich (Medaille I. Klasse)
20. Silberne Medaille am roten Bande für Verdienste um die Republik Österreich (Lebensrettungsmedaille, gelangt seit 1968 nicht mehr zur Verleihung)
21. Silberne Medaille für Verdienste um die Republik Österreich (Medaille II. Klasse)

Weitere Ehrenzeichen und Auszeichnungen:
- Bundes-Ehrenzeichen
- Grubenwehrehrenzeichen
- Österreichische Olympia-Medaille (1964) und Österreichische Olympia-Medaille 1976
- Verwundetenmedaille 1. Klasse für Angehörige des Bundesheeres
- Verwundetenmedaille 1. Klasse für Angehörige des Bundesministeriums für Inneres
- Verwundetenmedaille 2. Klasse für Angehörige des Bundesheeres
- Verwundetenmedaille 2. Klasse für Angehörige des Bundesministeriums für Inneres
- Militär-Anerkennungsmedaille
- Einsatzmedaille des Österreichischen Bundesheeres
- Exekutivdienstzeichen
- Wehrdienstzeichen 1. Klasse
- Wehrdienstzeichen 2. Klasse
- Wehrdienstzeichen 3. Klasse
- Wehrdienstmedaille in Gold
- Wehrdienstmedaille in Silber
- Wehrdienstmedaille in Bronze
- Milizmedaille
- COVID-19-Erinnerungsmedaille

### Auszeichnungen der Bundesländer
Die individuellen Auszeichnungen der neun Bundesländer wurden zu verschiedenen Zeitpunkten durch Beschlüsse der Landtage oder der Landesregierungen gestiftet und unterscheiden sich in Statuten und Verleihungspraxis sehr deutlich voneinander. Vier Grundtypen existieren in allen Bundesländern: ein mehrstufiges Landes-Ehrenzeichen, eine Auszeichnung für Lebensretter bzw. Katastrophenhelfer, eine Auszeichnung für langjährige Dienste auf dem Gebiet des Feuerwehr- bzw. Rettungswesens und eine Auszeichnung für besondere Leistungen auf dem Gebiet des Sports. Ihre Verleihung ist jeweils durch Landesgesetze geregelt und erfolgt zumeist durch den betreffenden Landeshauptmann.

#### Burgenland
- Ehrenzeichen des Landes Burgenland
- Rettungsmedaille des Landes Burgenland
- Feuerwehrverdienstzeichen des Landes Burgenland
- Ehrenmedaille für Tätigkeit auf dem Gebiet des Feuerwehr- und Rettungswesens
- Sportehrenzeichen des Landes Burgenland

#### Kärnten
- Kärntner Landesorden
- Ehrenzeichen des Landes Kärnten
- Kärntner Ehrenkreuz für Lebensrettung
- Kärntner Lorbeer für ehrenamtliche Tätigkeit
- Kärntner Medaille für Verdienste im Feuerwehrwesen

#### Niederösterreich
- Ehrenring des Landes Niederösterreich[7]
- Ehrenzeichen für Verdienste um das Bundesland Niederösterreich
- Rettungsmedaille des Bundeslandes Niederösterreich
- Medaille des Landes Niederösterreich für Katastropheneinsatz
- Feuerwehrverdienstzeichen des Bundeslandes Niederösterreich
- Ehrenzeichen für Tätigkeit auf dem Gebiete des Feuerwehr- und Rettungswesens
- Niederösterreichisches Sportehrenzeichen

#### Oberösterreich
- Ehrenzeichen des Landes Oberösterreich
- Oberösterreichische Lebensrettungsmedaille
- Oberösterreichische Erinnerungsmedaille für Katastropheneinsatz
- Oberösterreichische Feuerwehr-Verdienstkreuz
- Oberösterreichische Feuerwehr-Dienstmedaille
- Oberösterreichische Rettungs-Dienstmedaille
- Kulturmedaille des Landes Oberösterreich
- Humanitätsmedaille des Landes Oberösterreich
- Ehrenzeichen des Landes Oberösterreich für Verdienste in der Jugendarbeit
- Sportehrenzeichen des Landes Oberösterreich

#### Salzburg
- Ring des Landes Salzburg
- Ehrenzeichen des Landes Salzburg
- Medaille für Verdienste um die Gemeinde
- Lebensrettungs-Verdienstzeichen
- bis 2006: Medaille des Landes Salzburg für Katastrophenhilfe
- seit 2006: Verdienstzeichen für besonderen Hilfseinsatz
- Feuerwehr- und Rettungs-Medaille
- Pro Caritate-Verdienstzeichen
- Salzburger Sport-Ehrenzeichen[8]
- Ehrenlorbeer des Salzburger Sports[8]
- Abzeichen für Landesmeisterinnen und Landesmeister[8]

Rechtliche Grundlagen:
- Gesetz vom 7. Februar 2001 über die Ehrenzeichen des Landes Salzburg (Salzburger Ehrenzeichengesetz).[9]
- Verordnung der Salzburger Landesregierung vom 10. Juni 2004 über Auszeichnungen für Verdienste und Leistungen auf dem Gebiet des Sports (Sport-Auszeichnungsverordnung).[8]

#### Steiermark
- Ehrenring des Landes Steiermark
- Ehrenzeichen des Landes Steiermark
- Steirische Lebensrettungsmedaille am weiß-grünen Band
- Steirische Hochwassermedaille (Bronze, Silber, Gold)
- Steirische Katastrophenhilfe-Medaille (Bronze, Silber, Gold)
- Verdienstkreuz für Leistungen auf dem Gebiete des Feuerwehr- und Rettungswesens (Bronze, Silber, Gold)
- Medaille für Tätigkeit auf dem Gebiete des Feuerwehr- und Rettungswesens (25-, 40-, 50-, 60-, 70-, 75- und 80-jährige Tätigkeit)
- Landessportehrenzeichen für Sportler
- Landessportehrenzeichen für Verdienste

Gesamtübersicht der steirischen Ehrenzeichen auf der Website der Landesverwaltung der Steiermark siehe:

#### Tirol
- Ring des Landes Tirol
- Ehrenzeichen des Landes Tirol
- Verdienstkreuz des Landes Tirol
- Verdienstmedaille des Landes Tirol
- Tiroler Lebensrettungsmedaille
- Tiroler Erinnerungsmedaille für Katastropheneinsatz
- Medaille für Tätigkeit auf dem Gebiet des Feuerwehr- und Rettungswesens
- Tiroler Adler-Orden
- Tiroler Sportehrennadel

#### Vorarlberg
- Ehrenzeichen des Landes Vorarlberg
- Verdienstzeichen des Landes Vorarlberg
- Montfortorden
- Feuerwehrmedaille des Landes Vorarlberg
- Rettungsmedaille des Landes Vorarlberg
- Ehrenzeichen für Verdienste um den Vorarlberger Sport
- Ehrenzeichen für sportliche Leistungen
- Ehrenzeichen für Verdienste auf dem Gebiete der örtlichen Sicherheitspolizei

#### Wien
- Ehrenzeichen für Verdienste um das Land Wien

Wappen der Republik Österreich 1919–1934

- Rettungsmedaille des Landes Wien
- Einsatzmedaille des Landes Wien
- Ehrenzeichen für Verdienste im Wiener Feuerwehr- und Rettungswesen

## Erste Republik und Bundesstaat (1918–1938)
In der demokratischen Republik Deutschösterreich (1918–1919) wurden keine Orden und Ehrenzeichen gestiftet.

### Erste Republik Österreich 1919–1934
- Kärntner Kreuz (gestiftet am 4. November 1919)
- Feuerwehr-Ehrenmedaille (gestiftet am 3. November 1922)
- Ehrenzeichen vom Roten Kreuz (gestiftet am 3. November 1922)
- Ehrenzeichen für Verdienste um die Republik Österreich (1922)
- Ehrenmedaille für 40-jährige treue Dienste (gestiftet am 20. Jänner 1927)
- Tiroler Landesdenkmünze 1914/18 (gestiftet am 7. Februar 1928)
- Kriegserinnerungsmedaille (1932)
- Heeres-Fliegerabzeichen (gestiftet am 26. April 1934)

Wappen des Bundesstaats Österreich („Ständestaat“) (1934–1938)

### Bundesstaat (1934–1938)
- Österreichischer Verdienstorden (gestiftet 1934)
- Militärdienstzeichen (gestiftet am 30. Juni 1934)
- Ehrenzeichen und Verdienstkreuz für Kunst und Wissenschaft (gestiftet am 9. Oktober 1934)
- Militärverdienstkreuz (gestiftet am 9. Juli 1935)
- Militärverdienstmedaille (gestiftet am 9. Juli 1935)

## Vom Herzogtum Österreich bis zur Österreichisch-Ungarischen Monarchie
Nachstehende Auszeichnungen sind aufsteigend nach ihrem Stiftungsdatum angeführt.

Bindenschild des (Erz-)Herzogtums und Hauses Österreich, 1512

### Herzogtum Österreichunter den Habsburgern (1282–1452)
- Zopforden (14. Jahrhundert)
- Orden vom Goldenen Vlies (1430/1477)

### Erzherzogtum Österreichund habsburgischerömisch-deutsche Kaiser(1452–1804)
- St. Georgs-Orden (1469)

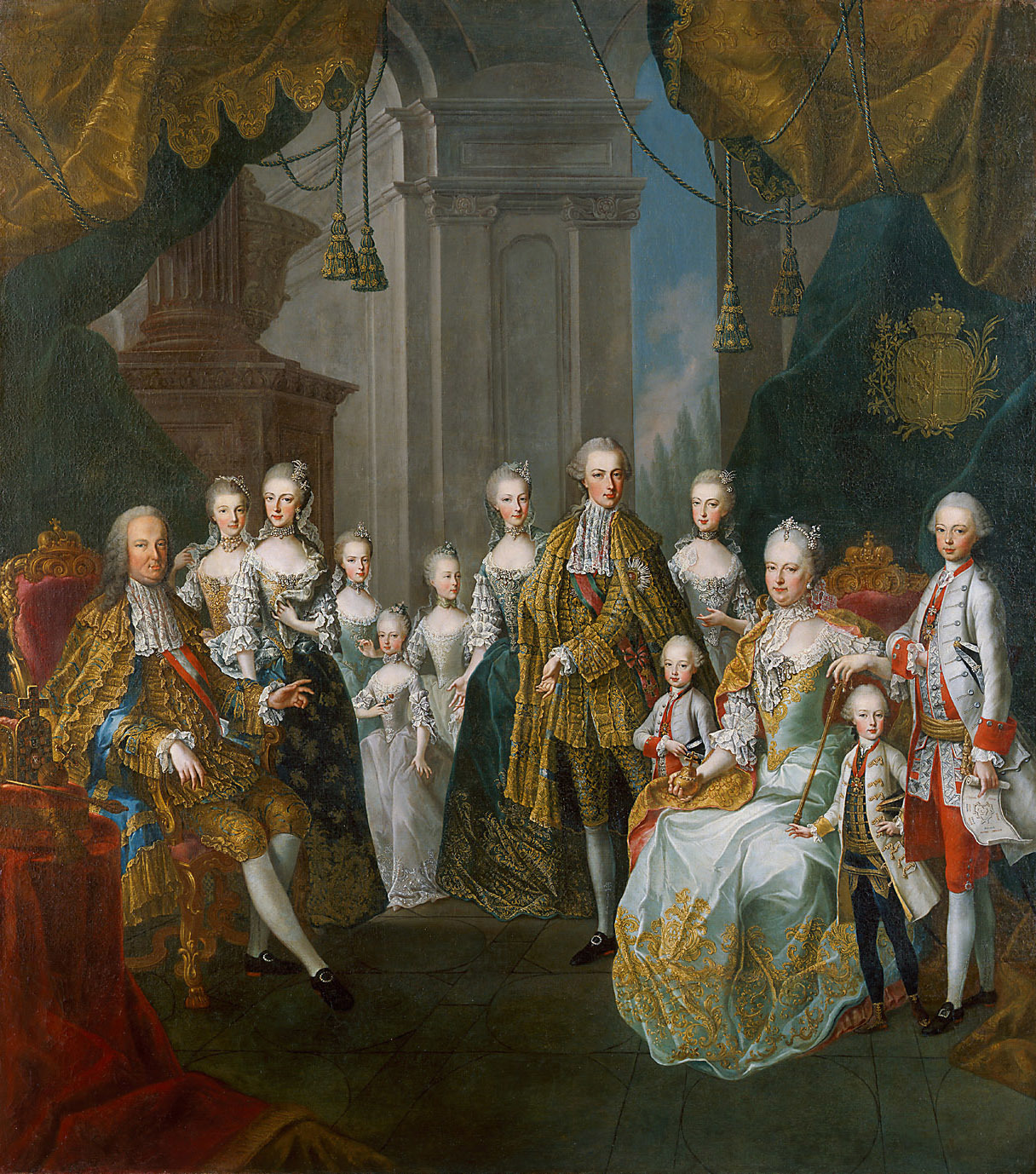
Franz I. Stephan und Maria Theresia mit elf Kindern. Alle männlichen Erzherzöge tragen das Goldene Vlies, Franz I. (links) das Großkreuz des Militär-Maria-Theresien-Ordens, Erzherzog Joseph das des königlich-ungarischen St. Stephansordens.

- Orden der Sklavinnen der Tugend (1662)
- Sternkreuzorden (1668)
- Orden der Liebe des Nächsten (1708)
- Elisabethorden, später Elisabeth-Theresien-Stiftung (1750)
- Militär-Maria-Theresien-Orden (1757)
- Sankt-Stephans-Orden (1764)
- Gnadenmedaille Virtute et Exemplo (1764)
- Orden des heiligen Josephs (1768)
- Medaille für Militär-Ärzte und Chirurgen (1785)
- Ehren-Denkmünze für Tapferkeit, später Tapferkeitsmedaille (1789)
- Militär-Verdienstmedaille für Tapferkeit während des Aufstandes 1790 in den Österreichischen Niederlanden (1790)
- Erinnerungsmedaille für die Freiwilligen aus der Provinz Limburg (1790)
- Militärverdienstmedaille für Niederländische Soldaten (1792)
- Tiroler Erinnerungs- und Verdienstmedaille von 1796 (1796)
- Olmützer Militärmedaille (1796)
- Tiroler Erinnerungs- und Verdienstmedaille von 1797 (1797)
- Verdienstmedaille des Niederösterreichischen Mobilisierungsaufgebotes von 1797 (1797)
- Ehren-Medaille für das Gefecht bei Villiers-en-Couche (1. Mai 1798)

Wappen des Kaisertums Österreich (1815)

- Geistliches Verdienstkreuz (1801)

### Kaisertum Österreich(1804–1867)
- Zivil-Ehrenmedaille (1804)
- Leopold-Orden (1808)
- Böhmisches Adelskreuz (1814)
- Armeekreuz für 1813/14
- Zivil-Ehrenkreuz 1813/14
- Orden der Eisernen Krone (1816)
- Erinnerungsmedaille an die Huldigung Tirols 1838 (gestiftet am 12. August 1838)
- Militärdienstzeichen (gestiftet am 19. September 1849)
- Militärverdienstkreuz (1849)
- Franz-Joseph-Orden (1849)
- Denkmünze für die Landesverteidigung Tirols 1848 (gestiftet am 21. Dezember 1848)
- Zivil-Verdienstkreuz (1850)
- Erinnerungsmedaille an den Feldzug 1864
- Denkmünze an die Tiroler Landesverteidigung von 1866 (gestiftet am 17. September 1866)
- Prager Bürgerwehrmedaille (1866)

### Österreich-Ungarn
- Kriegsmedaille (1873)
- Ehrenzeichen für Kunst und Wissenschaft (1887)
- Militär-Verdienstmedaille (1890) „Signum Laudis“
- Seereise-Denkmünze 1892/93
- Ehrenmedaille für 40-jährige treue Dienste (gestiftet am 18. August 1898)
- Jubiläums-Erinnerungsmedaille für die bewaffnete Macht und die Gendarmerie (1898)
- Jubiläums-Erinnerungsmedaille für Zivilstaatsbedienstete (1898)
- Jubiläums-Hof-Medaille (gestiftet am 21. Oktober 1898)
- Inhaber-Jubiläums-Medaille (gestiftet am 30. November 1898)
- Elisabeth-Orden (1898)
- Erinnerungszeichen an Feldmarschall Erzherzog Albrecht (1899)
- Ehrenmedaille für 25-jährige Tätigkeit im Feuerwehr- und Rettungswesen (1905)
- Denkmünze für die Tiroler Landesverteidiger von 1859 (4. November 1908)
- Ehrenzeichen für vieljährige Verdienstliche Mitgliedschaft bei einer landsturmpflichtigen Körperschaft (gestiftet am 26. November 1908)
- Militär-Jubiläumskreuz (1908)
- Juliläums-Hofkreuz (1908)
- Jubiläumskreuz für Zivilstaatsbedienstete (1908)
- Armee-Huldigungskreuz (gestiftet am 2. Dezember 1908)
- Bosnisch-Hercegovinische Erinnerungsmedaille (1909)
- Feuerwehr-Ehrenmedaille (gestiftet am 27. Mai 1911)
- Erinnerungskreuz 1912/13
- Ehrenzeichen für Verdienste um das Rote Kreuz (1914)
- Kriegskreuz für Zivilverdienste (1916)
- Eisernes Verdienstkreuz (1916)
- Franz-Joseph-Kreuz (1916)
- Karl-Truppenkreuz (1916)
- Verwundetenmedaille (1917)
- Erinnerungszeichen für die Ritter vom Goldenen Sporn (1918)
- Zivil-Verdienstmedaille (1918)
- Gedenkzeichen an Kaiser und König Franz Joseph I. (gestiftet am 22. Juli 1918)

Orden und Ehrenzeichen der Österreichisch-Ungarischen Monarchie (Nach Originalen der Firma C. F. Rothe & Neffe, k..k. Kammerjuweliere und Hof-Goldarbeiter in Wien, I.)

Weiters verfügte der Frieden von Pressburg 1805, dass der um 1190 gegründete Deutsche Orden an das Haus Habsburg fallen würde und wurde folglich in die Souveränität des Kaisertums Österreich integriert.

### Rangordnung der Auszeichnungen in Österreich-Ungarn
1917 galt in Österreich-Ungarn folgende Rangordnung der Auszeichnungen:
1. Orden vom Goldenen Vlies
2. Großkreuz des Militär-Maria-Theresien-Ordens
3. Großkreuz des Sankt-Stephans-Ordens
4. Militärverdienstkreuz I. Klasse
5. Großkreuz des Leopold-Ordens
6. Orden der Eisernen Krone I. Klasse
7. Großkreuz des Franz-Joseph-Ordens
8. Kommandeurkreuz des Militär-Maria-Theresien-Ordens
9. Kommandeurkreuz des Sankt-Stephans-Ordens
10. Militärverdienstkreuz II. Klasse
11. Kommandeurkreuz des Leopold-Ordens
12. Orden der Eisernen Krone II. Klasse
13. Kommandeurkreuz des Franz-Joseph-Ordens
14. Ritterkreuz des Militär-Maria-Theresien-Ordens
15. Ritterkreuz des Sankt-Stephans-Ordens
16. Ritterkreuz des Leopold-Ordens
17. Stern des Ehrenzeichens für Verdienste um das Rote Kreuz
18. Offizierskreuz des Franz-Joseph-Ordens
19. Orden der Eisernen Krone III. Klasse
20. Ritterkreuz des Franz-Joseph-Ordens
21. Militärverdienstkreuz III. Klasse
22. Ehrenzeichen für Verdienste um das Rote Kreuz I. Klasse
23. Geistliches Verdienstkreuz I. Klasse
24. Insigne der Elisabeth-Theresien-Stiftung
25. Erinnerungszeichen an Feldmarschall Erzherzog Albrecht
26. Ehrenzeichen für Kunst und Wissenschaft
27. Geistliches Verdienstkreuz II. Klasse
28. Große Militär-Verdienstmedaille
29. Silberne Militär-Verdienstmedaille
30. Bronzene Militär-Verdienstmedaille
31. Goldene Tapferkeitsmedaille
32. Goldenes Verdienstkreuz mit der Krone
33. Kriegskreuz für Zivilverdienste I. Klasse
34. Offiziersehrenzeichen für Verdienste um das Rote Kreuz
35. Goldenes Verdienstkreuz
36. Silberne Tapferkeitsmedaille I. Klasse
37. Silberne Tapferkeitsmedaille II. Klasse
38. Bronzene Tapferkeitsmedaille
39. Silbernes Verdienstkreuz mit der Krone
40. Silbernes Verdienstkreuz
41. Eisernes Verdienstkreuz mit der Krone
42. Eisernes Verdienstkreuz
43. Kriegsmedaille
44. Kriegskreuz für Zivilverdienste II. Klasse
45. Erinnerungsmedaille 1864
46. Denkmünze an die Tiroler Landesverteidigung 1848
47. Denkmünze an die Tiroler Landesverteidigung 1866
48. Karl-Truppenkreuz
49. Kriegskreuz für Zivilverdienste III. Klasse
50. Militärdienstzeichen I. Klasse für Offiziere
51. Ehrenmedaille für 40-jährige Dienste
52. Militärdienstzeichen II. Klasse für Offiziere
53. Militärdienstzeichen III. Klasse für Offiziere
54. Ehrenzeichen für Verdienste um das Rote Kreuz II. Klasse
55. Militärdienstzeichen I. Klasse für Mannschaften
56. Militärdienstzeichen II. Klasse für Mannschaften
57. Militärdienstzeichen III. Klasse für Mannschaften
58. Landsturmmedaille 1908
59. Kriegskreuz für Zivilverdienste IV. Klasse
60. Silberne Ehrenmedaille für Verdienste um das Rote Kreuz
61. Jubiläums-Hof-Medaille
62. Jubiläums-Erinnerungsmedaille für die bewaffnete Macht
63. Jubiläums-Erinnerungsmedaille für Zivilstaatsbedienstete
64. Jubiläumskreuz 1908
65. Militär-Jubiläumskreuz
66. Jubiläumskreuz für Zivilstaatsbedienstete
67. Gedenkzeichen an Kaiser und König Franz Joseph I.
68. Bosnisch-Hercegovinische Erinnerungsmedaille
69. Erinnerungskreuz 1912/13
70. Seereise-Denkmünze 1892/93
71. Verwundetenmedaille
72. Bronzene Ehrenmedaille für Verdienste um das Rote Kreuz
73. Feuerwehr- und Rettungsmedaille
74. Ehrenritterkreuz des Souveränen Malteserordens
75. Ehrenritterkreuz des Deutschen Ritterordens
76. Erinnerungszeichen für die Ritter vom Goldenen Sporn
77. Marianer-Halskreuz des Deutschen Ritterordens
78. Donatritterkreuz des Souveränen Malteserordens
79. Marianerkreuz des Deutschen Ritterordens
80. Insigne des in Tirol immatrikulierten Adels

## Weitere im Gebiet des heutigen Österreichs verliehene staatliche Orden und Ehrenzeichen
- Ruperti-Ritterorden (1701)